# Calycidiaceae
Calycidiaceae Elenkin (1929) es una familia de líquenes perteneciente al orden Lecanorales con un único género, Calycidium. Estos líquenes poseen un talo folioso que se desarrolla principalmente sobre la corteza de árboles (talo curticuloso). La reproducción sexual tiene lugar solo por parte del micobionte a partir de ascosporas aseptadas. Actualmente se han descrito únicamente dos especies para esta familia. Calycidium cuneatum, la primera en ser descubierta habita en Nueva Zelanda y Tasmania mientras que Calycidium polycarpum puede localizarse en estas mismas regiones además de en Argentina y Chile.